# عقد 240 هـ
عقد 240 هـ هو الفترة بين عام 240 إلى 249 في التقويم الهجري، أي العشر سنوات الخامسة من القرن الثالث الهجري.